# Jean Rychner
Pour les articles homonymes, voir Rychner.
Jean Rychner, né le 13 janvier 1916 à Neuchâtel et mort le 5 juin 1989 dans la même ville, est un historien médiéviste et philologue suisse.

## Biographie
Né le 13 janvier 1916 à Neuchâtel, Jean Rychner est licencié ès lettres et archiviste paléographe (promotion 1941).
De 1942 à 1945, il est directeur adjoint de la bibliothèque municipale de Neuchâtel puis, de 1946 à 1949, directeur de la Fondation suisse de la Cité universitaire de Paris. Il est ensuite professeur de langue et de littérature françaises médiévales à l'université de Neuchâtel (1949 à 1981), doyen (1955-1957), puis vice-recteur (1971-1975) de la faculté des Lettres de cet établissement. De 1962 à 1974, il dirige la commission philologique du Glossaire des patois de la Suisse romande. En 1974, il est élu membre associé de l'Académie royale de langue et de littérature françaises de Belgique.
Il est docteur honoris causa des universités de Strasbourg, Genève et Lausanne.
Il meurt le 5 juin 1989 à Neuchâtel.

## Œuvres
- La littérature et les mœurs chevaleresques à la cour de Bourgogne, Neuchâtel, Secrétariat de l'Université, 1950, 25 p..
- La narration des sentiments, des pensées et des discours dans quelques oeuvres des XIIe et XIIIe siècles, Genève, Libr. Droz, 1990, 472 p..
- Contribution à l'étude des fabliaux : variantes, remaniements, dégradations, vol. I-II, Neuchâtel- Genève, E. Droz, 1960.
- L'articulation des phrases narratives dans la "Mort Artu" : formes et structures de la prose française médiévale, Neuchâtel-Genève, Droz, 1970, 259 p..
- Renart et ses conteurs ou le "style de la sympathie", vol. XIX, coll. « Travaux de linguistique et de littérature », 1971.
- La chanson de geste : essai sur l'art épique des jongleurs, Genève - Lille, E. Droz – Libr. Giard, 1955, 174 p..